# Pater & Co
Pater & Co was een Nederlands bedrijf , gevestigd in de plaats Utrecht, dat bestaan heeft van 1954 tot 2000. Het bedrijf verkocht witgoed en verleende reparatie en service aan klanten. 

## Geschiedenis
Pater & Co werd opgericht op 22 december 1954 door Gijsbertus Pater (1930-1995).   
Hij startte zijn bedrijf vanuit de ouderlijke woning aan de Rietstraat te Utrecht. Zijn ouders bewoonden daar een winkelwoonhuis, waar zij de kruidenierszaak 'De Goede Hoop' runden. Vanuit dit adres startte hij met de verhuur en reparatie van wasmachines. Ook begon hij met de verkoop van wasmachines, zogenoemde langzaamwassers, die de was met een schoep heen en weer bewogen in een kuip. Pater verkocht een eigen merk wasmachine: 'PACO'. Het bedrijfje leverde in de eerste jaren niet genoeg inkomsten op en hij werkte daarom ook in de ploegendienst (dag-, avond- en middagdienst) bij de Utrechtse bandenfabriek UBO . Hij verhuisde met zijn vrouw Annie naar een woning aan de Muylenborchdreef in Utrecht. Daar dienden de huiskamer en de garagebox als reparatieruimte. De onderneming bleef een eenmansbedrijf zonder winkel tot 1975.  

### Winkel

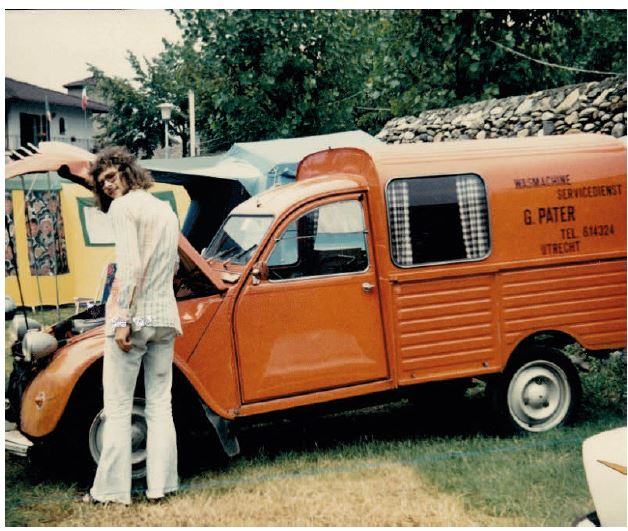
Gerrit Pater met zijn eerste bedrijfswagen in 1975

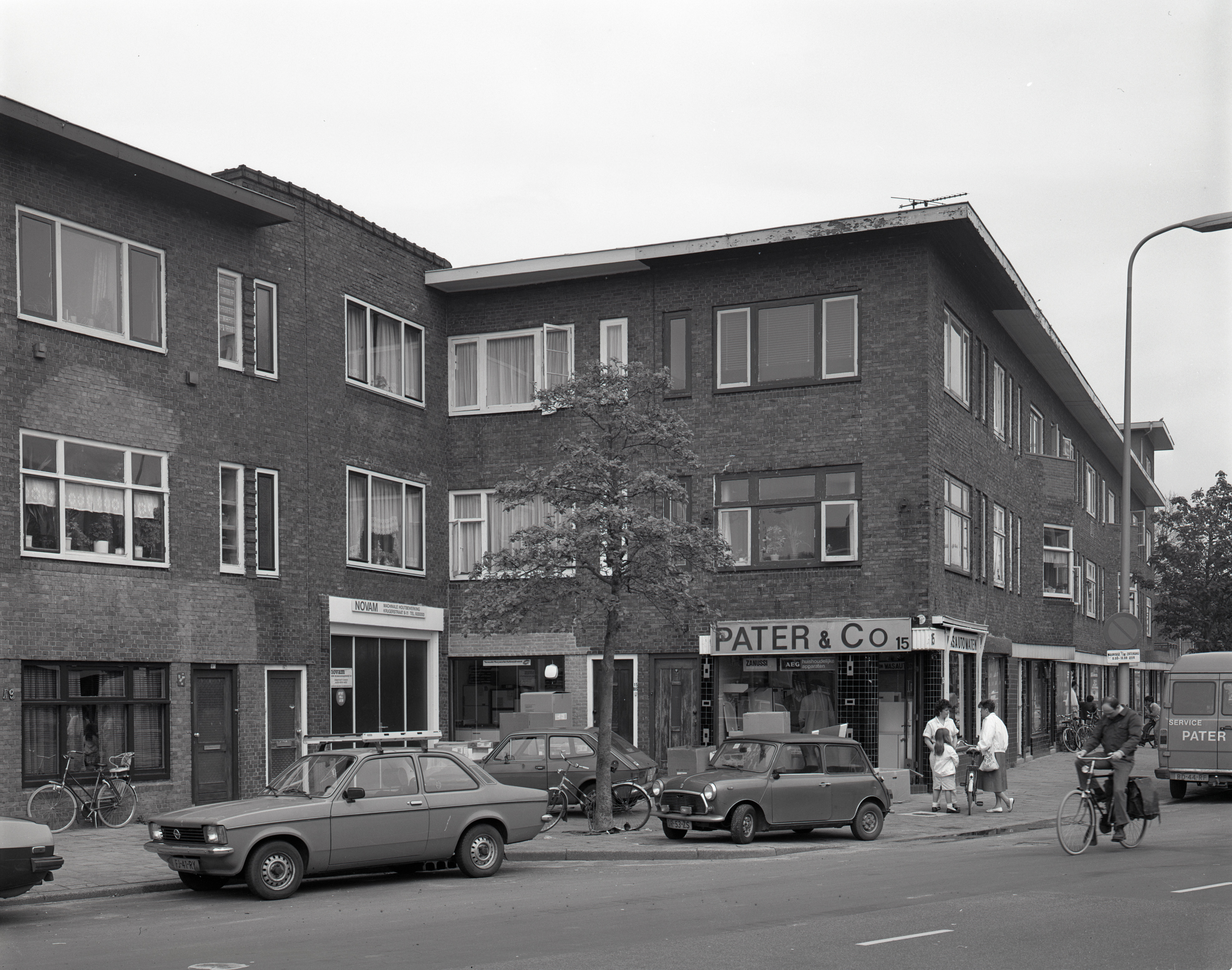
Winkel aan de Laan van Nieuw Guinea in 1989

Toen in 1974 oprichter Gijsbertus Pater ernstig ziek werd moest zoon Gerrit (1954) noodgedwongen het bedrijfje overnemen. Hij volgde de opleiding MTS elektro-techniek en liep op dat moment stage bij de reparatieafdeling wasautomaten van Vroom & Dreesmann. Doordeweeks na school en in de weekenden zette hij het bedrijf voort. Om dat mogelijk te maken kochten zijn ouders voor hem een oranje Citroën 2CV Fourgonnette. 

Nadat hij zijn school had afgerond en de werkzaamheden, zowel reparatie als verkoop van wasmachines toenamen, opende hij samen met zijn latere vrouw Tineke een kleine winkel aan de  Laan van Nieuw Guinea 15 te Utrecht, waar hij wasautomaten, koelkasten en fornuizen verkocht . 

In een later stadium werd, door aankopen van ernaast en bovengelegen panden de winkel uitgebreid. Broer Henny werkte inmiddels ook in het bedrijf en was verantwoordelijk voor de sloop en vooral revisie van retourgekomen wasmachines en onderdelen. 
 Al snel bleek dat door de toenemende vraag naar wasmachines en drogers de voorraadruimte bij de winkel te beperkt was. In 1983 besloot Pater om een grote boerderij in Montfoort te kopen die werd omgebouwd tot woonruimte met een groot voorraadmagazijn. Dat bood het bedrijf grote voordelen : zeer snelle leveringsmogelijkheden ( de dag na de aankoop), grootschalige inkoop bij de importeurs waardoor goede kortingen afgedwongen konden worden en daarmee werd het mogelijk om lagere prijzen te hanteren dan de concurrenten in de omgeving. Deze factoren in combinatie met een eigen reparatieservice zorgden voor groei en bekendheid in de regio Utrecht. 
Om aan te tonen dat het bedrijf echt de goedkoopste was, kreeg iedere bezoeker van de winkel een complete prijslijst mee met daarop het gehele assortiment witgoed dat er in Nederland geleverd werd. Het bedrijf groeide, het personeelsbestand bedroeg inmiddels 12 werknemers (waarvan 6 monteurs) en de omzet bedroeg in 1991 meer dan 9 miljoen gulden per jaar.

### Afbetalingsregeling
Banken werkten in die tijd als voorloper van de betaalcheques met zogenaamde betaalkaarten. Hiermee konden de mensen betalen in verschillende termijnen (meestal 3 tot 12 termijnen).
De wasmachines waren toen in verhouding veel duurder dan tegenwoordig. Pater zag de mogelijkheden van de afbetaling snel in. Op de betaalkaart werd het termijnbedrag samen met de klant ingevuld, door de klant ondertekend en in de kluis bewaard. Maandelijks kon hij met de betaalkaarten naar de bank om deze in te leveren en de bank stortte de bedragen op de rekening van het bedrijf. Als verkoopmiddel hanteerde het bedrijf geen rente. 

### Serviceverlening
De serviceverlening was erg belangrijk om de klantenkring te behouden en uit te breiden.
Vijf serviceauto’s waren dagelijks in Utrecht onderweg om de opgegeven storingen te verhelpen.
Het bedrijf beschikte inmiddels ook over een groot onderdelenmagazijn van waaruit nieuwe en gereviseerde onderdelen direct geleverd konden worden. Ook de doe-het-zelver kon hier goed terecht.  

### Nieuwegein

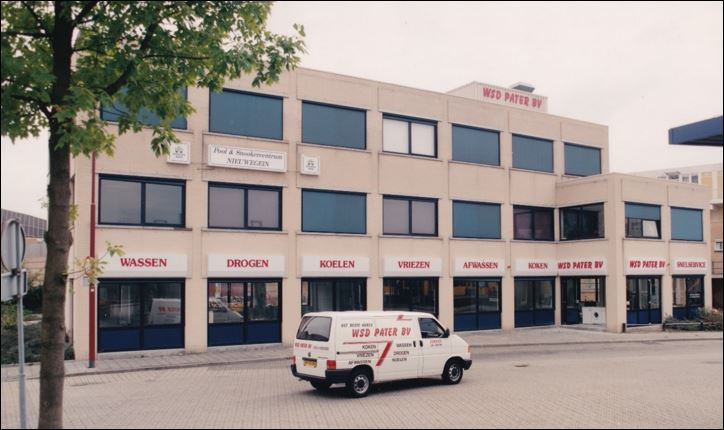
De vestiging te Nieuwegein in 1995

In 1995 kocht het bedrijf een groot gebouw aan de Erfstede 2 in Nieuwegein en opende daar in oktober de nieuwe winkel. Inmiddels was ook de naam veranderd in WSD Pater BV. In deze winkel werd het assortiment uitgebreid met de verkoop van Inbouw keukenapparatuur en audio- en video apparatuur. Vanaf die tijd telde WSD Pater BV ca. 20-25 personeelsleden, waarvan een deel parttime werkte. 

### Verkoop bedrijf
In het jaar 2000 verkocht Gerrit Pater zijn bedrijf aan de landelijke keten Leo van Schaijik Osnabrugge.  
Het bedrijf bleef gevestigd in Utrecht en Nieuwegein tot 2012, het jaar dat het moederbedrijf abrupt de deuren sloot. Een groot deel van de filialen werd overgenomen door De Harense Smid.
De vestiging in Nieuwegein werd overgenomen door Witgoedservice de Vries (opgericht door een oud werknemer van WSD Pater BV) 

## Fotogalerij

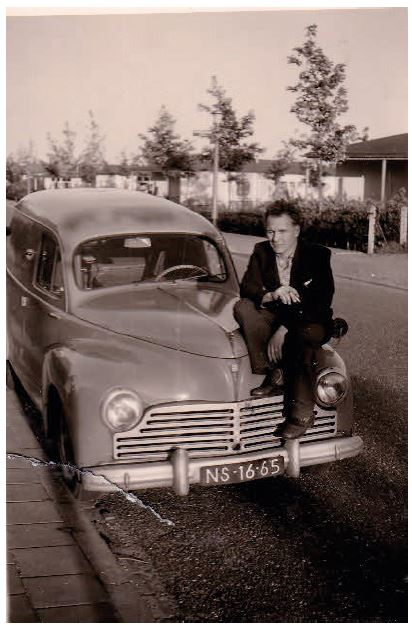
Gijs Pater in 1960 zittend op zijn bedrijfswagen
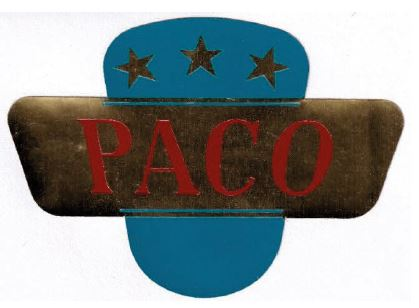
Pater had een eigen wasmachinemerk genaamd PACO
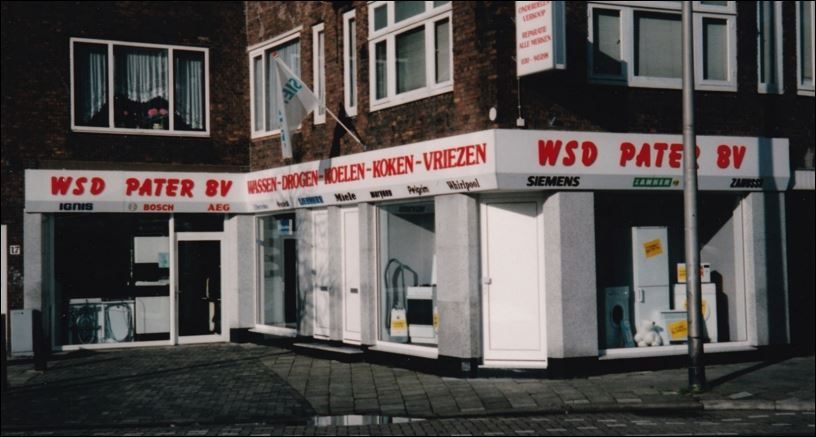
WSD Pater BV in 1994